# Lamtáma
Lamtáma, Banda Nez Perce Indijanaca koja je nekada obitavala na White Bird Creeku, pritoci rijeke Salmon u Oregonu. Lamtáma je indijanski naziv za White Bird Creek, a ovo ime nose prema svome lokalitetu. Gatschet ih naziva i White Bird Nez Perces. Drugi naziv za njih Buffalo Indijanci (Buffalo Indians) navodi Owen (u Ind. Aff. Rep. 1859, 424, 1860).

## Vanjske poveznice
- Nez Percé Indian Tribe